# Jeanneau
Jeanneau es una empresa francesa de construcción de yates con sede en Les Herbiers. Fue fundada en 1957 por Henri Jeanneau. Pertenece al grupo Beneteau desde 1995.
Aunque Jeanneau se especializa en monocascos, también tiene una línea de multicascos: Catamaranes Lagoon.

## Historia
Sus primeras embarcaciones eran de madera con motor fueraborda, pero pronto, en 1958, pasó a fabricar sus modelos en plástico reforzado con vidrio, lanzando su primer modelo en serie en 1960, la Jeanneau Sea-bird. En 1964 comenzó a producir veleros.
En 1970 la empresa se vendió a la corporación Bangor Punta, después a Chatellier SA y en 1990 al Gruppo Ferretti, hasta que en 1995 fue adquirida definitivamente por Beneteau.

## Barcos
- Jeanneau Sea-bird - 1960
- Alize 20 - 1963
- Jeanneau Storm - 1966
- Jeanneau Captain - 1968
- Jeanneau Arcachonnais - 1969
- Sangria 25 - 1969
- Jeanneau Beniguet - 1970
- Jeanneau Cape Breton - 1970
- Jeanneau Folie Douce - 1970
- Jeanneau Love Love - 1971
- Jeanneau Metaf - 1972
- Jeanneau Poker - 1972
- Gin Fizz 37 - 1974
- Melody 34 - 1974
- Aquila 27 - 1975
- Jeanneau Brin de Folie - 1975
- Jeanneau Flirt - 1976
- Jeanneau Brio - 1979
- Rush 31 - 1979
- Rush Royale 31 - 1979
- Symphonie 32 - 1979
- Espace 1000 - 1980
- Microsail - 1980
- Sun Fizz 40 - 1980
- Espace 800 - 1981
- Espace 1300 - 1981
- Fantasia 27 - 1981
- Trinidad 48 - 1981
- Attalia 32 - 1982
- Fun 23 - 1982
- Regatta 39 - 1982
- Sun Shine 36 - 1982
- Bahia 22 - 1983
- Eolia 25 - 1983
- Espace 620 - 1983
- Sun Kiss 45 - 1983
- Sun Kiss 47 - 1983
- Sun Shine 38 - 1983
- Legende 1 Ton - 1984
- Selection 37 - 1984
- Sun Fast 1/2 Ton - 1984
- Sun Legende  41 - 1984
- Sun Rise 34 - 1984
- Espace 990 - 1985
- Espace 1100 - 1985
- Sun Fast 20 - 1985
- Tonic 23 - 1985
- Tonic 23 CB - 1985
- Cap 450 - 1986
- Cap 540 - 1986
- Sun Light 30 - 1986
- Sun Odyssey 43 - 1986
- Sun Dream 28 - 1987
- Sun Magic 44 - 1987
- Sun Odyssey 44 - 1987
- Sun Way 27 - 1987
- Sun Way 28 - 1987
- Sun Way 28 CB - 1987
- Voyage 12.5 - 1987
- Sun Charm 39 - 1988
- Sun Dance 36 - 1988
- Voyage 11.2 - 1988
- Sun Fast 39 - 1989
- Sun Liberty 34 - 1989
- Sun Odyssey 51 - 1989
- Sun Way 21 - 1989
- Sun Fast 41 - 1990
- Sun Odyssey 36 - 1990
- Sun Odyssey 39 - 1990
- Jeanneau One Design 35 - 1991
- Lagoon 37 - 1991
- Sun Fast 31 - 1991
- Sun Odyssey 31 - 1991
- Sun Odyssey 34 - 1991
- Sun Odyssey 47 - 1991
- Sun Odyssey 47 CC - 1991
- Moorings 32 - 1992
- Sun Fast 52 - 1992
- Sun Odyssey 32 - 1992
- Sun Odyssey 33 - 1992
- Sun Fast 32 - 1993
- International 50 - 1994
- Mini JOD - 1994
- Sun Fast 17 - 1994
- Sun Fast 36 - 1994
- Sun Odyssey 28.1 - 1994
- Sun Odyssey 32.1 - 1994
- Sun Odyssey 43 DS - 1994
- Jeanneau One Design 24 - 1995
- Sun Odyssey 52.2 - 1995
- Lagoon 35 - 1995
- Sun Fast 42 - 1996
- Sun Odyssey 42 CC - 1996
- Sun Odyssey 42.2 - 1996
- Lagoon 410 - 1997
- Sun Odyssey 32.2 - 1997
- Lagoon 470 - 1998
- Stardust 342 - 1998
- Stardust 343 - 1998
- Sun Odyssey 24.2 - 1998
- Sun Odyssey 34.2 - 1998
- Sun Odyssey 36.2 - 1998
- Sun Odyssey 37 - 1998
- Jeanneau 34.2 - 1999
- Sun Odyssey 45.2 - 1999
- Lagoon 380 - 2000
- Sun 2000 - 2000
- Sun Fast 37 - 2000
- Sun Odyssey 40 DS - 2000
- Sun 2500 - 2001
- Sun Odyssey 29.1 - 2001
- Sun Fast 26 - 2003
- Sun Fast 40 - 2003
- Sun Fast 43 - 2003
- Sun Odyssey 26 - 2003
- Sun Odyssey 35 - 2003
- Sun Odyssey 49 - 2003
- Sun Fast 35 - 2004
- Sun Fast 40.3 - 2004
- Sun Odyssey 40.3 - 2004
- Sun Odyssey 49 DS - 2004
- Sun Odyssey 52 DS - 2004
- Sun Fast 321 - 2005
- Sun Odyssey 32i - 2005
- Sun Odyssey 39i - 2005
- Sun Odyssey 42i - 2005
- Sun Odyssey 42 DS - 2007
- Sun Odyssey 45 DS - 2007
- Jeanneau Yachts 53 - 2008
- Sun Fast 3200 - 2008
- Sun Odyssey 30i - 2008
- Sun Odyssey 33i - 2008
- Sun Odyssey 39 DS - 2008
- Sun Odyssey 39 DS Perf - 2008
- Jeanneau Yachts 57 - 2009
- Sun Odyssey 36i - 2009
- Sun Odyssey 44i - 2009
- Sun Odyssey 49i - 2009
- Sun Odyssey 409 - 2010
- Sun Odyssey 379 - 2011
- Sun Odyssey 439 - 2011
- Sun Odyssey 50 DS - 2011
- Sun Fast 3600 - 2012
- Sun Odyssey 44 DS - 2012
- Sun Odyssey 349 - 2014
- Sun Odyssey 41 DS - 2013
- Sun Odyssey 469 - 2013
- Sun Odyssey 509 - 2013
- Jeanneau Yachts 51 - 2015
- Jeanneau Yachts 54 - 2015
- Jeanneau Yachts 64 - 2015
- Sun Odyssey 389 - 2015
- Sun Odyssey 419 - 2015
- Sun Odyssey 449 - 2015
- Sun Odyssey 519 - 2015
- Jeanneau Yachts 58 - 2016
- Sun Odyssey 440 - 2017
- Sun Odyssey 319 - 2018
- Sun Odyssey 410 - 2018
- Sun Odyssey 490 - 2018
- Sun Fast 3300 - 2019
- Jeanneau Yachts 60 - 2021